# Rhomboptila siccifolia
Rhomboptila siccifolia là một loài bướm đêm trong họ Geometridae.